# Amirat
Amirat ist eine französische Gemeinde im Département Alpes-Maritimes in der Region Provence-Alpes-Côte d’Azur. Sie gehör zum Kanton Grasse-1 im Arrondissement Grasse.

## Lage
Die Gemeinde liegt im Regionalen Naturpark Préalpes d’Azur.
Die angrenzenden Gemeinden sind Val-de-Chalvagne im Westen und im Norden, La Rochette im Nordosten, Collongues im Osten, Les Mujouls im Südosten, Gars im Süden und Briançonnet im Südwesten.

## Bevölkerungsentwicklung
| Jahr      | 1962 | 1968 | 1975 | 1982 | 1990 | 1999 | 2008 | 2016 |
| --------- | ---- | ---- | ---- | ---- | ---- | ---- | ---- | ---- |
| Einwohner | 29   | 39   | 40   | 72   | 50   | 41   | 44   | 73   |